# 石田純一
石田 純一（、本名：石田 太郎（）、1954年〈昭和29年〉1月14日 - ）は、日本のタレント、俳優、YouTuber。
東京都目黒区出身。血液型はA型。メロン所属（リクコーポレーション提携）。かつてはスカイコーポレーションに所属していた。

## 来歴

### 生い立ち
1954年1月14日、NHKアナウンサー・石田武の長男として東京都目黒区で出生。祖父は中外商業新報（現・日本経済新聞）記者で、政治部長や参事などを務めた石田武太郎。母親は女学校時代に原爆投下後の広島市に後片付けに入った入市被爆者。4歳までアメリカ・ワシントンで育つ。東京都立青山高等学校を経て、早稲田大学商学部中退。
最初の妻の府中市の緑の党社会運動部長星川まり（1955年 - 、作家・翻訳家の星川淳の実妹）とは、1970年代に知り合ってできちゃった結婚。1974年、純一が20歳の頃に長男・壱成が誕生。役者をやりたい純一に対して父・武は「子どものために安定した仕事を見つけろ」と怒りを爆発させた。
大学在学中、演出家となることを考えた石田は演劇を学ぶためにアメリカに渡った。東洋哲学に傾倒しており、ヒッピー的な志向であったまりとは、このアメリカ滞在中に離婚。帰国後の1978年には大学を中退、「演劇集団 円」の演劇研究所研究生となった。

### 俳優デビュー、スターダムへ
「演劇集団 円」や、アクト青山ドラマティック・スクールでの下積み生活を経て、1979年にNHKドラマ『あめりか物語』（日系三世のタイ人の店員役）で正式にデビューする。当初は「石田 純」の芸名を使用していた（のちに現在の名前に改名）。1980年、父・武が、仕事中突然脳卒中で倒れ、左半身に麻痺が残り、NHKを退職した。父・武との溝を埋められないでいた純一は役者として芽が出ず、合わせる顔がなかった。
1984年の昼ドラ『夢追い旅行』で準主役で出演しその名を知られると、1985年から1989年にかけて放送されたクイズ番組『TVプレイバック』にレギュラー解答者に抜擢され、そのルックスと萩本欽一やザ・ドリフターズのメンバーにも臆することのない軽快な話術が受け、知名度が上がることとなった。また、1987年にはテレビ朝日の音楽番組『オリジナルコンサート』の司会を務めた。
そして、1988年にテレビドラマ『抱きしめたい!』（フジテレビ系列）に二宮修治役として出演したことから、数多くの「トレンディドラマ」に出演し、バブル期を代表する俳優として活躍した。当初、二宮修治役は陣内孝則が演じる予定であったが、陣内が同時期に放送されたテレビドラマ『結婚してシマッタ!』（TBS系列）に主演として起用されたためにダブルブッキングが発生。陣内が「役が大きい方」を選んで『抱きしめたい!』への出演を辞退し、さらに次候補として挙げられていた加藤雅也もスケジュールが合わなかったことから、同役が石田に回って来たという経緯がある。ただ、それまで俳優として芽が出なかったこと、それに所属事務所の社長を継いでほしいとの話もあったことから、石田自身は同作品への出演が俳優としてのキャリアの最後のつもりであったが、同作品の放映開始後から石田の人気が急上昇したことにより俳優を続けていくことになった。

### 2度目の結婚、「不倫は文化」発言騒動
1988年に女優の松原千明と再婚。1990年7月に長女・すみれが誕生。
しかし1991年10月、それまで石田が公表していなかった、星川との間に儲けた長男・壱成の存在が明らかになり、「隠し子」として『週刊女性』にスクープされる。また、石田もその事実を認めた声明を出したため大きく報じられた。壱成は翌1992年に、「石田純一の息子・いしだ壱成」として芸能界デビューし、以降親子での共演なども見られることとなった。
また、石田はファッションモデル・長谷川理恵との8年余りに及ぶ交際でも知られた。1996年10月、『フォーカス』のスクープを発端に長谷川との不倫についてマスコミから追及された石田は「文化や芸術といったものが不倫という恋愛から生まれることもある。作品が素晴らしければ褒め讃えられて、その人の行為は唾棄すべきものとは僕は思えない」と反論。この平尾昌晃チャリティゴルフで芸能レポーターの取材に答える石田の姿を報じた翌日のスポーツ紙が、
話の趣旨から創作した「不倫は文化」というフレーズを見出しにした事で、それ以降TVのワイドショーなどでも繰り返し報じられることとなり、石田純一の代名詞の様に取り扱われた。結婚中の不倫と前述の発言による「不倫バッシング」によって、40代は一転して不遇の人生に転落することとなる。
不倫騒動にもかかわらず、1997年4月に『スーパーJチャンネル』のメインキャスターに就任し、月曜から木曜までレギュラー出演していた。しかし、8月にまたも『フォーカス』に長谷川との密会現場を撮られたことから、翌1998年4月に降板。降板日には生放送で落涙している。
完全に干されてしまった石田は1999年に2度目の離婚。全盛期に3億円あった年収はゼロになり、8000万円の借金ができるなど経済的にも困窮し、それまで住んでいた高級マンションは引き払おうにも引越し代がないという始末であった。この頃の状況について石田は後に、「時間を持て余すことが何よりも辛かった」と語っている。
「不倫は文化騒動」以降は、バラエティ番組や情報番組への出演に主軸をおいた活動が続いている。もっとも、完全に俳優業をやめた訳でもなく、2000年代以降も以前ほどの頻度ではないにせよ俳優活動を継続していた。

### 3度目の結婚、都知事選出馬騒動

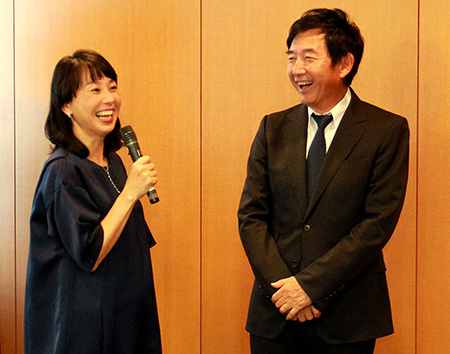
2016年、妻の東尾理子と

2009年にプロゴルファーの東尾理子と交際していることを公表。同年9月に出演したテレビのトーク番組において、翌春に理子と結婚することを発表した（実際には同年12月12日に結婚）。理子の実父で、元プロ野球選手の修は石田とほぼ同年代であり、この結婚によって石田より4歳（学年では3学年）だけ年上の義父となった。
結婚から3年後の2012年11月5日には、二人の間に男児・理汰郎が誕生した。翌2013年には理子夫人および理汰郎と共に同年度COTTON USAアワードを受賞している。2015年8月31日には理子夫人が第2子妊娠を報告し、2016年3月24日に女児が誕生。2017年11月7日、理子夫人が第3子妊娠を報告。自身のコラムでは「手間がかかることもあって、僕は3人目に必ずしも積極的ではなかった」と語っている。
2016年7月7日、舛添要一前東京都知事の辞職に伴う東京都知事選挙に「野党統一候補なら、出馬したい」と表明。しかし、民進党の松原仁都連会長は「実務経験がある方が必要。都政は極めて大きな舞台なので、一定の経験がないと大きな船を操れない」と擁立を拒否した。一方で、石田は出馬表明したことによる出演番組やCMなどの差し替えによる損害賠償が数千万円単位で発生していることを明かした。7月11日、石田は会見を開き「正式に断念します。いろいろとお騒がせしました」と陳謝した。その後、所属事務所はCMなどのスポンサー契約やテレビのレギュラー番組がある限り、応援演説など、政治問題に携わることは難しいことを明かした。

### コロナ騒動と俳優業引退宣言
2020年4月15日、新型コロナウイルスに感染したことを公表した。所属事務所は当初、沖縄へ仕事で行き、宿泊先のホテルで体調を崩したと発表したが、一転、ゴルフ場でプレー中に体調を崩したと発表。沖縄県では玉城デニー知事が4月8日に「県外からの来県自粛と、沖縄県民の外出自粛要請」を出したばかりであり、石田が滞在したホテルは休館に追い込まれるなどしたため、強い批判を浴びた。その後、アビガンの投与を受けて治療を続け、5月12日に退院したことを翌日のブログで報告した。しかし、退院後に妻・理子の制止を振りきって、マスクをつけずに外食をしたことが報じられ、更なる批判を浴びた。
前述の通り、これらの騒動の数々を経てなお俳優活動を継続していた石田であったが、70歳を目前に控えた2023年12月に『ななにー 地下ABEMA』（ABEMA、12月24日配信分）へとゲスト出演した際、「（自分が演じることはもう）ないです」「それに関してはやり残したことはないと思うんで」と、俳優業からの引退と監督業への進出を表明している。同番組への出演に際しては、前述のコロナ騒動についても言及しており、「まず、4月5日に感染してるんです。で、4月7日から緊急事態宣言なんで」「沖縄は仕事で行ってますし、1人で行ってますし」と、当時の週刊誌報道が大雑把であると強調。コロナ禍における行動の自粛についても「みんな考え方も違うし」とコメントするなど、改めて自身のスタンスをアピールしてみせた。引退宣言後の2024年9月には、生前葬を執り行った。

### 焼肉店「ジュンチャン」
俳優業引退に先立ち、2023年5月に友人の山本由美子（山本文郎の未亡人）や山本の息子とともに、千葉県船橋市に焼肉店「ジュンチャン」を開業。後述するように、石田自身に船橋に地縁などは無かったが、共同経営者であった山本の息子が近隣地である鎌ケ谷市で映像会社を経営しており、その知人の船橋駅近くの不動産会社の社長を介して出店地を決めたという。
2024年10月に『ABEMA TIMES』の取材に応じた際には、ゴルフの会員権や車、それに家などの財産を売り払い、電車通勤で「ジュンチャン」に立って接客を行っていると語った。10月27日公開のYouTubeのABEMAニュースでは、動画で店で接客をする様子も公開され、収入が10分の1に激減し、子供を養うために働いていること、終電で帰り帰宅時間は1時半であること、客単価が8000円‐1万円であり、肉の品質にこだわっていること、月の売り上げは1000万円前後であることなどを語った。「ジュンチャン」に関しては開店当初こそ「なぜ地縁の無い船橋に?」「どうせ名義貸し」と否定的な意見もあったが、可能な限り店に立ったことでその評価を挽回。基本的には閉店まで店で働き、さらにそのあとは近隣の店に飲みに行くなど地域との交流を積極的に行い、その結果「ジュンチャン」は地域の繁盛店となっている。

## 人物

### 趣味・嗜好
- 芸能界きってのイタリア好き。ピッツァ・マルゲリータの発祥の店「Brandi」に訪店するためにナポリまで足を運んだことがある。イタリア車であるフェラーリも愛用しており、数十年に渡ってフェラーリを買い続けている。イタリア人の生まれ変わりと占い師に診断されたこともあり、本人もそれを信じている。
- 高校時代は野球部に所属し、エースで4番打者だった[34]。プロ野球は熱烈な阪神タイガースの大ファン。野球オタクとも言われている[34]。時折、東京ドームや横浜スタジアムで阪神戦を観戦していると語っている。2013年10月26日、文化放送の日本シリーズ中継に義父の東尾修と一緒に出演。この時に、試合の流れをメモしたり、楽天のアンドリュー・ジョーンズの所属していたアトランタ・ブレーブスについてレクチャーしたり、楽天の枡田慎太郎の打撃について指摘したりなど、リスナーを驚かせる一面も披露していた[34]。
- 健康管理もかねて、毎日必ず5キロのランニングを行っている[35]。
- かつては喫煙者であったが、1996年頃を境に禁煙をしており、2016年5月30日に行われた世界禁煙デーのイベントには妻の東尾理子と共に参加し、受動喫煙防止の呼びかけを行っている[36]。同イベントで肺年齢を測定したところ、当時の実年齢より8歳高い「70歳」であり、肺年齢「18歳」の理子とは52歳差であった[37]。

### ファッション
- 80年代後半、私服はヴェルサーチを愛用しており、『抱きしめたい!』出演時もヴェルサーチを着用していた。
- 「素足に革靴」のスタイルを意識し始めたのは、スリップオンに素足のファッションがかつてミラノで流行したことに遡る。以前はそれほど素足にこだわっていなかったが、北海道を訪れた時に靴下を着用していたのを地元民に「プロ根性がない」とダメ出しされてしまい、それ以降はこだわったと語っている（ゴルフシューズ着用時や、極寒の地などで靴下を履く必要が生じた際には、外見からは靴下の存在が分かりにくいカバーソックスを着用することもある）。

### 思想・信条
- 2015年9月17日夜（第189回国会会期中）、国会議事堂前で行われた平和安全法制関連法案に対する抗議活動に参加し、かつての言葉「不倫は文化」に引っ掛け「戦争は文化ではありません。戦後70年間の誇るべき平和を80年、100年と続けていこう」と反対を訴えた[38][39]。また、集団的自衛権の必要性を否定し、個別的自衛権のみで十分であるとの考えも表明した[40]。デモ参加時のスピーチがマスコミに大きく取り上げられたことで、スポンサー筋から疎まれテレビ番組3本とCM1本を降ろされ、また、いくつかの企業からは「二度と政治的言動をするな」と厳重注意を受けるも、石田は「それはできない」と返したという報道が週刊新潮から出た[41][42]。しかし、所属事務所のマネージャーは「そんなことないですよ」と報道を否定。スポンサー筋より「今後は気を付けて下さい」「安保法案には反対や賛成があり、企業の顔として、そういうお客さまの気持ちも汲んで下さい」と注意を受けたことは認めたものの、番組やCMの降板は事実ではないとした[43]。その後、石田は同年12月6日の集会でも壇上に上がり「世界一平和で安全な国をなぜ変える必要があるのか」と訴えている[44]。

#### 不倫について
不倫や恋愛、文化との関係について、石田は自身の考えを次のように述べている。

## エピソード
- 2012年6月24日、台湾のタレント・羅志祥（SHOW/ショウ・ルオ）のCD発売イベントMAGIC&有我在に出席した際に「華流応援隊長」に任命された。羅志祥より任命状を授与され、台湾でも話題となった[46]。
- 2015年10月1日の川島なお美の通夜にて、参列していた石田がマスコミに向かって、川島の出世作である「失楽園」の当初の主演予定者は自分であり、当時自分が推していた女優もいたが自分が別仕事で降板することになったので女優も代役で川島に決まったことを突如暴露し、物議をかもした[47]。
- 2016年12月12日、美容イベントに登場した石田は、記者に当日午後発表の『今年の漢字』の予想を聞かれ「金ですかね。リオ五輪で金メダルラッシュだったし、マイナス金利というニュースもあったし」と述べると、同年の夏に突然石田が都知事選に出馬すると表明したことで莫大な番組やCMの差し替えの違約金が発生する事態となったことを報道陣から指摘され、「それも“金”に入ってますね」などと苦笑しながら「本当にお騒がせしました」と平謝りした。しかし、その2時間後に発表された『今年の漢字』で、奇しくも「金」が選ばれた[48]。

## 家族・親族
石田家
- 祖父・石田武太郎[1]（1890年 - 1934年、中外商業新報記者、政治家） - 現在の大阪府富田林市出身[2]、住所は東京府荏原郡碑衾町[1]、東京市目黒区大岡山[49]（現・東京都）。
- 父・石田武（1926年 - 1989年、NHKアナウンサー）
- 母・石田静江（1928年 - 2007年）
- 姉・石田桃子（音楽家、1950年 - 2023年）
- 元妻
  - 星川まり（いしだ壱成の母、作家、翻訳家の星川淳の妹）
  - 松原千明（すみれの母、俳優の原健策の娘、1958年 - 2022年 ）
- 妻・東尾理子（プロゴルファー、タレント、1975年 - ） - 純一・理子夫妻には一男二女の子がいる。
- 息子・いしだ壱成（俳優、ミュージシャン、1974年 - ） - 星川との間の長男。
- 娘・すみれ（女優、歌手、タレント、1990年 - ） - 松原との間の長女。
- 孫

親戚
- 岳父・東尾修（野球解説者、元プロ野球選手）
- 従兄・渡辺興二郎（元山口朝日放送社長）

## 出演

### 映画
- 暴行儀式（1980年2月16日公開、にっかつ） - 真人 役
- 鉄騎兵、跳んだ（1980年8月16日公開、にっかつ） - 主演・岩田貞二 役
- 父よ母よ!（1980年9月20日公開、松竹） - 冬樹 役 ※「石田 純」名義
- さらば、わが友 実録大物死刑囚たち（1980年11月15日公開、東映） - 正田昭 役
- 青春の門（1981年1月15日公開、東映） - 平野 役
- アゲインスト むかい風（1981年11月28日公開、東映セントラルフィルム） - 松永進 役
- 未完の対局（1982年9月15日公開、東宝／日中合作映画） - 森川 役
- 小説吉田学校（1983年4月9日公開、東宝） - 須永一雄 役
- カウラ大脱走（1984年、オーストラリア） - Junji Hayashi 役
- 幕末青春グラフィティ Ronin 坂本竜馬（1986年1月25日公開、東宝） - 前原一誠 役
- 泣き虫チャチャ（1987年2月21日公開、松竹） - 小野田千春 役
- 恋人たちの時刻（1987年3月14日公開、東宝） - 寒川洋二 役
- 星の牧場（1987年6月13日公開、東映クラシックフィルム） - ジャム作りのフリュート 役
- 帝都物語（1988年1月30日公開、東宝） - 辰宮洋一郎 役
- ソウル・ミュージック ラバーズ・オンリー（1988年12月3日公開、プロモーティヴEye21） - 桂 役
- 愛と平成の色男（1989年7月8日公開、松竹） - 主演・長島道行 役
- 雪のコンチェルト（1991年10月12日公開、松竹）
- 極道追踪（1991年制作・1996年2月10日公開、香港） - 浅野 役
- The AURORA 海のオーロラ（2000年8月5日公開、日本テレビ） - 甘利シンジ 役 ※声の出演[50]
- LADY PLASTIC（2001年9月29日公開、ハマーズ） - 本人 役[51]
- マネーざんす（2001年11月24日公開、つんくタウンFILMS）
- ハンサム★スーツ（2008年11月1日公開、アスミック・エース） ※特別出演
- 旅立ち〜足寄より〜（2009年1月24日公開、エム・エフボックス） - 足寄駅長 役 ※友情出演
- 散歩屋ケンちゃん（2023年7月7日公開）- 離婚した父親役　※息子であるいしだ壱成と初共演
- TURNING POINT 3（2023年10月14日、エンタメイティブ） [52]

### テレビドラマ
- 俺たちは天使だ! 第8話（1979年6月3日、日本テレビ） - 大木昭一 役 ※「石田 純」名義
- あめりか物語（1979年、NHK） - 日系三世のタイ人の店員 役
- ミラクルガール 第5話「包囲網のメロディー」（1980年4月21日、東京12チャンネル）※「石田 純」名義
- 噂の刑事トミーとマツ（TBS）
  - 第26話「決戦!トミコ対マツコ」（1980年4月23日） - 野口タツヤ 役 ※「石田 純」名義
  - 第57話「トミマツ腰抜け、女は魔物だ!」（1981年1月21日）
- 銀河テレビ小説「太郎の青春」（1980年、NHK）- 桜岡一郎 役 ※「石田 純」名義
- なっちゃんの写真館（1980年、NHK）
- ポーラテレビ小説「元気です!」（1980年 - 1981年、TBS）
- 出逢い（1981年、TBS） - 室崎功治 役
- 東芝日曜劇場（TBS・中部日本放送・毎日放送・北海道放送）
  - 第1255回「朝の台所」（1980年12月28日）
  - 第1264回「おかしな二人の物語」（1981年3月8日）
  - 第1292回「ぼくの妹に その8」（1981年9月27日）
  - 第1311回「雪のワルツ」（1982年2月7日）
  - 第1343回「大文字はもう秋」（1982年9月19日） ※松原千明と共演
- 木曜ゴールデンドラマ（読売テレビ）
  - 「氷点」（1981年4月9日）
  - 「娘よ!お前は殺人者か!?」（1983年7月7日）
- 警視庁殺人課 第6話「殺意のコネクション」（1981年5月18日、テレビ朝日）
- 火曜サスペンス劇場（日本テレビ）
  - 「松本清張の花氷」（1982年3月30日） - 小泉次郎 役
  - 「松本清張の坂道の家」（1983年2月8日） - 山口武豊 役
- 土曜ワイド劇場「3DKの通り魔」（1982年8月28日、テレビ朝日） - 青山 役
- マルコ・ポーロ シルクロードの冒険（1982年、TBS・イタリアRAI他） - チンキム 役
- 花王 愛の劇場（TBS）
  - 「母も娘も」（1983年） - 叶正彦 役
  - 「失われた過去」（1986年）
- 大江戸捜査網 第589話「連続暴行魔 女風呂の罠」（1983年4月2日、テレビ東京） - 寺沢 役
- ザ・サスペンス「闇のよぶ声」（1983年7月16日、TBS） - 田村樹生 役
- 西武スペシャル「波の盆」（1983年11月15日、日本テレビ） - 文夫 役
- 年下のひと（1983年、東海テレビ）
- 夢追い旅行（1984年、東海テレビ） - 岩船一郎 役
- 影の軍団IV（1985年、関西テレビ） - 菊次 役
- 木曜ドラマストリート（フジテレビ）
  - 「払い戻した恋人」（1985年10月24日）
  - 「独身看護婦」（1986年3月13日）
- このままじゃ、ボクの将来知れたもの（1986年、日本テレビ） - 清原 役
- 女ともだち（1986年、TBS） - 井沢紀夫 役
- おんな風林火山（1986年 - 1987年、TBS） - 北条氏政 役
- 森村誠一サスペンス「殺意の重奏」（1987年2月2日、関西テレビ）
- 月曜ドラマランド「セーラー服露天風呂卒業旅行」（1987年4月13日、フジテレビ）
- キスより簡単（1987年、フジテレビ）
- 荒野のテレビマン（1987年、フジテレビ） - 岸上譲二 役
- 太陽の犬（1988年、日本テレビ） - 川井年男 役
- ドラマスペシャル「スパゲティー恋物語」（1988年4月14日、フジテレビ） - 室川雄一 役
- 現代恐怖サスペンス2「選ばれた女」（1988年7月4日、関西テレビ）
- 抱きしめたい!（1988年、フジテレビ） - 二宮修治 役
  - 抱きしめたい!'89（1989年3月30日） - 二宮修治 役
  - 抱きしめたい!'90（1990年1月3日） - 二宮修治 役
- ドラマ23「愛と憎しみの河」（1988年7月、TBS） - 高木敏彦 役
- 土曜ドラマスペシャル「嫉妬のウェディングドレス」（1988年8月20日、TBS） - 紫乃原順一 役
- 追いかけたいの!（1988年、フジテレビ） - 水沢慎一 役
- 君の瞳に恋してる!（1989年、フジテレビ） - 森田茂樹 役
  - 君の瞳に恋してる!スペシャル（1989年10月9日） - 森田茂樹 役
- ウルトラマンを作った男たち（1989年3月21日、TBS） - 飯沢宏美 役
- オイシーのが好き!（1989年、TBS） - 森村邦彦 役
- 男と女のミステリー（フジテレビ）
  - 「お嬢さん現金に気をつけて!」（1989年6月9日）
  - 「女と男が愛する時」（1990年10月19日） - 善三 役
- 同・級・生（1989年、フジテレビ） - 飛鳥浩史 役
- ホテル物語・夏! 第3話「子はアカガイ?」（1989年8月9日、TBS） - 北村啓二 役
- 想い出にかわるまで（1990年、TBS） - 高原直也 役
- 東京ストーリーズ 第15回「CHEAP LOVERS」（1990年2月8日、フジテレビ）
- 恋のパラダイス（1990年、フジテレビ） - 牧原悠作 役
- 結婚の理想と現実（1991年、フジテレビ） - 芹沢耕平 役
- ドラマスペシャル「メロドラマ」（1991年3月28日、フジテレビ）
- ハイレグクィーンロマンス ピットに賭ける恋!（1991年9月23日、フジテレビ） - 川村嘉章 役
- 世にも奇妙な物語（フジテレビ）
  - 秋の特別編「開かずの踏切」（1991年10月3日） - 主演・津田陽介 役
  - 冬の特別編「熊の木本線」（1996年1月4日） - 主演・私 役
- しゃぼん玉（1991年、フジテレビ） - 朝倉秀之 役
- さよならをもう一度（1992年、フジテレビ） - 主演・高木修平 役
- 危険な微笑（1992年10月2日、TBS） - 主演
- 家族の食卓'93「シスターズ」（1993年1月3日、フジテレビ）
- ジェラシー（1993年、日本テレビ） - 主演・尾崎真人 役
- 金曜エンタテイメント（フジテレビ）
  - 「結婚式」（1993年5月7日） - 主演
  - 「ツインズな探偵2 ホステス保険金殺人の罠!」（2000年7月7日） - 村田洋一 役
- 大人のキス（1993年、日本テレビ） - 安倍直人 役
- 花王ファミリースペシャル「夢は世界のデザイナー ケンゾー・ジュンコの青春物語」（1993年、関西テレビ） - 主演・高田賢三 役[注 4]
- 長男の嫁（1994年、TBS） - 中村健一郎 役
  - 長男の嫁2 実家天国（1995年） - 源健一 役
- 秋のドラマスペシャル「さすらい料理長の隠し味 伊」（1994年10月7日、TBS） - 主演・三島 役
- ヘルプ!（1995年、フジテレビ） - 北野克彦 役
- きのうの敵は今日も敵（1995年、TBS） - 主演・嵐公平 役
- クリスマスドラマスペシャル「海がきこえる 〜アイがあるから〜」（1995年12月25日、テレビ朝日） - 大沢正太 役
- 透明人間（1996年、日本テレビ） - 遠山達夫 役
- コーチ（1996年、フジテレビ） - 岩佐英昭 役
- 仮面の女（1998年、TBS） - 宮路司郎 役
- 平成ミステリー事件簿「オッパイポロリ」（1999年3月18日、テレビ朝日）
- レガッタ〜国際金融戦争（1999年、NHK） - 明石哲彦 役
- 月曜ドラマスペシャル「世紀末!男コンパニオン物語」（1999年12月13日、TBS） - 広太郎 役
- フレーフレー人生!（2001年、読売テレビ） - 大杉智也 役
- Shin-D「御臨終（エントリーNo.1）権力への挑戦状」（2001年、日本テレビ） - 主演
- 性と街〜モテる技術〜（2002年10月4日、フジテレビ） ※特別出演
- 笑う三人姉妹（2005年、NHK）
- 水曜ミステリー9「約束 いつか、虹の向こうへ」（2005年7月31日、テレビ東京） - 主演・尾木遼平 役
- DRAMA COMPLEX「松本清張スペシャル・指」（2006年2月21日、日本テレビ） - 三枝公明 役
- 不信のとき〜ウーマン・ウォーズ〜（2006年、フジテレビ） - 小柳新吾 役
- 赤い糸の女（2012年、東海テレビ） - 志村征行 役
- おトメさん（2013年、テレビ朝日） - 水沢博行 役
- 天国の恋（2013年、東海テレビ） - 海老原邦英 役
- 27時間テレビスペシャルドラマ「俺たちに明日はある」（2014年7月26日、フジテレビ）
- 僕らプレイボーイズ 熟年探偵社（2015年、テレビ東京） - 由井虎次 役[53]

### 舞台
- TANZI（1983年、池袋サンシャイン）
- ソールジャーズプレー（1987年、相鉄本多劇場）
- 女殺油地獄（1988年、銀座セゾン劇場）
- 愛しのジュリエット（2000年、銀座博品館劇場／福岡西鉄ホール）
- ツキコの月〜そして、タンゴ（2005年、帝国劇場・中日劇場）
- 雪まろげ（2007年、帝国劇場・博多座）
- 女信長（2009年、青山劇場･シアターBRAVA!）
- 夫が多すぎて（2014年、シアタークリエ）

### テレビ番組
過去のレギュラー
報道・情報番組（ローカルも含めて）
| 期間      | 期間      | 番組名                                      | 役職                       |
| --------- | --------- | ------------------------------------------- | -------------------------- |
| 1997年4月 | 1998年3月 | スーパーJチャンネル（テレビ朝日）           | 月～木曜日メインキャスター |
| 2010年4月 | 2019年3月 | おはよう朝日です（朝日放送→朝日放送テレビ） | 水曜日コメンテーター       |
| 2012年4月 | 2013年9月 | やじうまテレビ!（テレビ朝日）               | 金曜日コメンテーター       |

その他
- NNNドキュメント（日本テレビ）ナレーション
- 石田純一の街の達人（BS日テレ）司会
- TVプレイバック（1985年 - 1989年、フジテレビ）
- オリジナルコンサート（1987年、テレビ朝日）
- ライオンのわがまま夢中船（1987年4月 - 6月、テレビ東京）サブ司会
- 快傑!ドクターランド（1992年10月 - 1993年3月、TBS）司会
- 1993年度ミス・ユニバース日本代表選出大会（1992年12月2日、朝日放送）司会
- 1994年度ミス・ユニバース日本代表選出大会（1993年12月8日、朝日放送）司会
- メトロポリタンジャーニー（1996年4月 - 1997年3月、フジテレビ）前期はレギュラーパネリスト、後期は司会
- 『ぷっ』すま（テレビ朝日）
  - 番組初期の常連ゲストで、MCの草彅剛とユースケ・サンタマリアから準レギュラーとして扱われた。番組HPに「ジゴロ純一｣として勝手に担当コーナーを作られる、草彅の自動車免許取得特番のプレゼンターを務める等、多数の企画に登場。
- 人気者でいこう!（朝日放送）
  - 芸能人格付けチェック（例年1月1日） - 2013年まで常連出演。2014年以降は、1度も出演していない。自称『2代目ミスター格付け』と呼ばれている。
- 石田純一の恋愛病棟24時（2003年、テレビ山梨）
- TA☆RO（2006年 - 2008年、中京テレビ）司会
  - SAKAE TA☆RO（2008年 - 2009年）
- 石田ism（スカイパーフェクTV!ハッピー241、TwellV、テレビ埼玉）
- 大人の自由時間・石田純一の「社会の窓」（BS11）
- 行列のできる法律相談所（日本テレビ）準レギュラー
- 女子ラボ.TV（KBS京都）メインコメンテーター
  - 女子ラボリューション（テレビ大阪）
- 世界の超豪華・珍品料理（フジテレビ）
- TOKYOモダン商店（BS日テレ）司会
- 日テレポシュレ（BS日テレ）
- 石田純一のサンデーゴルフ （テレビ東京、2018年4月8日 - 2020年6月28日）
- 石田純一のシネマに乾杯（朝日放送）
- 石田純一・さとう珠緒のカタカナ英会話（千葉テレビ放送、2020年3月11日 - 4月29日）

### ラジオ
過去のレギュラー
- NHK-FM・サラウンドドラマ「マージナル」（1988年、NHK-FM） - グリンジャ 役
- 花王ウェイクアップパートナー（1988年 - 1992年、FM横浜）
- JTB MY VACATION（1993年 - 1994年、FM大阪）
- 石田純一のBACCHUSの森（1994年 - 1998年、FM仙台）
- 石田純一のEvergreen Weekend（1996年10月、FM東京）
- 石田純一のNo Socks J Life（2013年10月1日 - 2020年9月22日、JFN）
- 斉藤一美 ニュースワイドSAKIDORI!（2017年4月 - 2022年3月、文化放送） - 火曜→木曜レギュラーコメンテーター → 木曜隔週レギュラーコメンテーター

### テレビアニメ
- アンデルセン・ストーリーズ（カートゥーン ネットワーク） - アンデルセン 役

### 吹き替え
- プリティ・ウーマン（1995年12月29日、TBS）- エドワード・ルイス＜リチャード・ギア＞ 役

### ウェブテレビ
- 全日本女子パリピ選手権（2018年5月12日 - 13日、AbemaTV）[54] - 審査員

### DVD
- 人生をポジティブに生きる25の方法（2006年、avex trax）

### CM
- カシオ計算機「スーパー電子手帳」「ハイパー電子手帳」（1988年 - 1990年）
- UCC上島珈琲「アロマージュ」（1989年）
- 龍角散「クララ咳止め液」（1989年 - 1990年）
- とらばーゆ（1991年）
- 日本たばこ産業「フロンティア」
- 千趣会「ベルメゾン」室井滋と共演
- ミツカン「ぽんしゃぶ・ごましゃぶ」「すき焼きのたれ」（1994年）／「追いがつお つゆ」（1995年）
- 明治乳業「ブルガリアヨーグルト」（1996年）
- 第一製薬「センロックハーブ」（1996年）
- エイブル（1996年）
- ノーベル製菓「はちみつきんかんのど飴」（2007年）杉本彩と共演
- オーダーメイドソリューションズ「ドクターペン ライト」中村玉緒と共演
- 任天堂「Wii Sports Resort・岡村隆史 VS 石田純一編」（2009年）ゲーム中にあるゴルフでナインティナインと共演
- 夢の街創造委員会「出前館」篠原友希子と共演
- 新天町（福岡県福岡市にある商店街）「イタリッチなクリスマス」（2010年）
- 白元「ミセスロイド」（2010年 - 2011年）東尾修、東尾理子、ローラ、板野友美と共演
- 三幸製菓「三つの幸せ物語 石田純一の癒しの粒よりセレクションプレゼントキャンペーン」（2011年）
- クラシエ「八味地黄丸」（2011年）
- ミオヤマザキ FirstSingle民法第709条（2014年）
- ベストバイ
- 東京靴流通センター（2014年 - 2015年）山口もえと共演
- パチンコ湖月（大分県のパチンコのローカルCM・2015年）8.6秒バズーカーと共演
- ベガスベガス（2015年）
- オートウェイ（2015年 - 2017年）
- メモリード（2017年 - 2020年5月）

## ディスコグラフィ

### アルバム
- EGOIST（1992年5月21日、アポロン(EMOTIONレーベル)）

1. MINT JULEP
2. 砂金
3. 詩人の宝石
4. HOLLYWOOD ROMANCE
5. 7時間の恋人
6. 百萬弗STAR（ミリオン・ダラー・スター）
7. ジゴロ
松本隆作詞、田島貴男作曲。日本テレビ系『モクスペ』「芸能人はずかし&新作映像100連発」（2007年11月1日）において、「IDTV（イメージダウンTV）」のコーナーで紹介された。また、TBSラジオの『コサキンDEワァオ!』に於いても話題の曲となっていた。
8. 熱くなれないランデヴー
9. ノー・ノー・ボーイ
10. NEVERTHLESS

### シングル
- MINT JULEP／7時間の恋人（1992年5月21日、アポロン(EMOTIONレーベル)）
  - 「EGOIST」と同時リリースの8cmCDシングル。「MINT JULEP」は松本隆作詞・羽場仁志作曲。「7時間の恋人」は北川純子（SHARA）とのデュエット。
- 逆にそれって愛かもね（2006年11月22日）
  - 杉本彩と「純一&彩」名義でリリースされたシングル。

### その他
- デイリー新潮 石田純一のこれだけは言わせて（2018年 - ）
- 法務省矯正支援官

## 著書
- エッセイ『落ちこぼれのススメ』（2000年、光進社）
- 『マイライフ』（2006年、幻冬舎）